# Eleições parlamentares europeias de 2004 no distrito de Viseu
| Eleições parlamentares europeias de 2004 em Portugal Distritos: Aveiro \| Beja \| Braga \| Bragança \| Castelo Branco \| Coimbra \| Évora \| Faro \| Guarda \| Leiria \| Lisboa \| Portalegre \| Porto \| Santarém \| Setúbal \| Viana do Castelo \| Vila Real \| Viseu \| Açores \| Madeira \| Estrangeiro |

## Resultados por Concelho
Os resultados nos concelhos do Distrito de Viseu foram os seguintes

### Armamar
| Partido                 | Partido                                         | Votos | %               | +/-   |
| ----------------------- | ----------------------------------------------- | ----- | --------------- | ----- |
|                         | Força Portugal                                  | 1 157 | 51,15 / 100,00  | 15,51 |
|                         | Partido Socialista                              | 746   | 32,98 / 100,00  | 6,34  |
|                         | Coligação Democrática Unitária                  | 114   | 5,04 / 100,00   | 2,95  |
|                         | Bloco de Esquerda                               | 37    | 1,64 / 100,00   | 1,15  |
|                         | Partido da Nova Democracia                      | 25    | 1,11 / 100,00   | Novo  |
|                         | Partido Comunista dos Trabalhadores Portugueses | 24    | 1,06 / 100,00   | 0,32  |
|                         | Outros                                          | 66    | 2,92 / 100,00   |       |
| Votos Inválidos         | Votos Inválidos                                 | 93    | 4,12 / 100,00   | 2,02  |
| Total                   | Total                                           | 2 262 | 100,00 / 100,00 |       |
| Eleitorado/Participação | Eleitorado/Participação                         | 6 869 | 32,93 / 100,00  | 1,62  |

### Carregal do Sal
| Partido                 | Partido                        | Votos | %               | +/-  |
| ----------------------- | ------------------------------ | ----- | --------------- | ---- |
|                         | Força Portugal                 | 1 361 | 47,94 / 100,00  | 6,88 |
|                         | Partido Socialista             | 1 072 | 37,76 / 100,00  | 0,20 |
|                         | Bloco de Esquerda              | 90    | 3,17 / 100,00   | 2,35 |
|                         | Coligação Democrática Unitária | 58    | 2,04 / 100,00   | 0,09 |
|                         | Outros                         | 108   | 3,81 / 100,00   |      |
| Votos Inválidos         | Votos Inválidos                | 150   | 5,28 / 100,00   | 2,20 |
| Total                   | Total                          | 2 839 | 100,00 / 100,00 |      |
| Eleitorado/Participação | Eleitorado/Participação        | 9 480 | 29,95 / 100,00  | 4,19 |

### Castro Daire
| Partido                 | Partido                        | Votos  | %               | +/-  |
| ----------------------- | ------------------------------ | ------ | --------------- | ---- |
|                         | Força Portugal                 | 2 255  | 50,88 / 100,00  | 6,65 |
|                         | Partido Socialista             | 1 659  | 37,43 / 100,00  | 2,09 |
|                         | Coligação Democrática Unitária | 82     | 1,85 / 100,00   | 0,12 |
|                         | Bloco de Esquerda              | 79     | 1,78 / 100,00   | 1,27 |
|                         | Partido da Nova Democracia     | 52     | 1,17 / 100,00   | Novo |
|                         | Partido Humanista              | 45     | 1,02 / 100,00   | Novo |
|                         | Outros                         | 103    | 2,33 / 100,00   |      |
| Votos Inválidos         | Votos Inválidos                | 157    | 3,54 / 100,00   | 0,64 |
| Total                   | Total                          | 4 432  | 100,00 / 100,00 |      |
| Eleitorado/Participação | Eleitorado/Participação        | 15 415 | 28,75 / 100,00  | 4,31 |

### Cinfães
| Partido                 | Partido                        | Votos  | %               | +/-  |
| ----------------------- | ------------------------------ | ------ | --------------- | ---- |
|                         | Partido Socialista             | 2 318  | 49,53 / 100,00  | 0,86 |
|                         | Força Portugal                 | 1 895  | 40,49 / 100,00  | 3,00 |
|                         | Bloco de Esquerda              | 89     | 1,90 / 100,00   | 1,47 |
|                         | Coligação Democrática Unitária | 82     | 1,75 / 100,00   | 0,95 |
|                         | Outros                         | 161    | 3,46 / 100,00   |      |
| Votos Inválidos         | Votos Inválidos                | 135    | 2,89 / 100,00   | 0,42 |
| Total                   | Total                          | 4 680  | 100,00 / 100,00 |      |
| Eleitorado/Participação | Eleitorado/Participação        | 18 728 | 24,99 / 100,00  | 0,16 |

### Lamego
| Partido                 | Partido                        | Votos  | %               | +/-  |
| ----------------------- | ------------------------------ | ------ | --------------- | ---- |
|                         | Partido Socialista             | 3 821  | 46,30 / 100,00  | 3,92 |
|                         | Força Portugal                 | 3 315  | 40,17 / 100,00  | 7,83 |
|                         | Coligação Democrática Unitária | 285    | 3,45 / 100,00   | 0,47 |
|                         | Bloco de Esquerda              | 204    | 2,47 / 100,00   | 1,58 |
|                         | Outros                         | 297    | 3,59 / 100,00   |      |
| Votos Inválidos         | Votos Inválidos                | 330    | 4,00 / 100,00   | 0,96 |
| Total                   | Total                          | 8 252  | 100,00 / 100,00 |      |
| Eleitorado/Participação | Eleitorado/Participação        | 25 576 | 32,26 / 100,00  | 4,37 |

### Mangualde
| Partido                 | Partido                                         | Votos  | %               | +/-  |
| ----------------------- | ----------------------------------------------- | ------ | --------------- | ---- |
|                         | Força Portugal                                  | 2 477  | 43,00 / 100,00  | 8,27 |
|                         | Partido Socialista                              | 2 434  | 42,26 / 100,00  | 2,63 |
|                         | Coligação Democrática Unitária                  | 160    | 2,78 / 100,00   | 0,31 |
|                         | Bloco de Esquerda                               | 159    | 2,76 / 100,00   | 1,83 |
|                         | Partido Comunista dos Trabalhadores Portugueses | 126    | 2,19 / 100,00   | 1,75 |
|                         | Outros                                          | 147    | 2,56 / 100,00   |      |
| Votos Inválidos         | Votos Inválidos                                 | 257    | 4,47 / 100,00   | 0,94 |
| Total                   | Total                                           | 5 760  | 100,00 / 100,00 |      |
| Eleitorado/Participação | Eleitorado/Participação                         | 18 804 | 30,63 / 100,00  | 3,89 |

### Moimenta da Beira
| Partido                 | Partido                        | Votos  | %               | +/-   |
| ----------------------- | ------------------------------ | ------ | --------------- | ----- |
|                         | Força Portugal                 | 1 363  | 43,49 / 100,00  | 10,68 |
|                         | Partido Socialista             | 1 327  | 42,34 / 100,00  | 4,42  |
|                         | Coligação Democrática Unitária | 93     | 2,97 / 100,00   | 0,41  |
|                         | Bloco de Esquerda              | 60     | 1,91 / 100,00   | 1,42  |
|                         | Partido da Nova Democracia     | 34     | 1,08 / 100,00   | Novo  |
|                         | Outros                         | 89     | 2,83 / 100,00   |       |
| Votos Inválidos         | Votos Inválidos                | 168    | 5,36 / 100,00   | 2,80  |
| Total                   | Total                          | 3 134  | 100,00 / 100,00 |       |
| Eleitorado/Participação | Eleitorado/Participação        | 10 719 | 29,24 / 100,00  | 5,05  |

### Mórtagua
| Partido                 | Partido                        | Votos | %               | +/-  |
| ----------------------- | ------------------------------ | ----- | --------------- | ---- |
|                         | Partido Socialista             | 1 271 | 44,96 / 100,00  | 0,64 |
|                         | Força Portugal                 | 1 130 | 39,97 / 100,00  | 5,18 |
|                         | Bloco de Esquerda              | 74    | 2,62 / 100,00   | 1,59 |
|                         | Coligação Democrática Unitária | 68    | 2,41 / 100,00   | 1,19 |
|                         | Outros                         | 97    | 3,44 / 100,00   |      |
| Votos Inválidos         | Votos Inválidos                | 187   | 6,61 / 100,00   | 2,32 |
| Total                   | Total                          | 2 827 | 100,00 / 100,00 |      |
| Eleitorado/Participação | Eleitorado/Participação        | 9 436 | 29,96 / 100,00  | 1,92 |

### Nelas
| Partido                 | Partido                        | Votos  | %               | +/-   |
| ----------------------- | ------------------------------ | ------ | --------------- | ----- |
|                         | Partido Socialista             | 1 401  | 45,09 / 100,00  | 0,82  |
|                         | Força Portugal                 | 1 242  | 39,97 / 100,00  | 6,92  |
|                         | Bloco de Esquerda              | 88     | 2,83 / 100,00   | 1,75  |
|                         | Coligação Democrática Unitária | 52     | 1,67 / 100,00   | 0,04  |
|                         | Partido da Nova Democracia     | 48     | 1,54 / 100,00   | Novo  |
|                         | Outros                         | 91     | 2,93 / 100,00   |       |
| Votos Inválidos         | Votos Inválidos                | 185    | 5,96 / 100,00   | 1,62  |
| Total                   | Total                          | 3 107  | 100,00 / 100,00 |       |
| Eleitorado/Participação | Eleitorado/Participação        | 12 748 | 24,37 / 100,00  | 11,72 |

### Oliveira de Frades
| Partido                 | Partido                        | Votos | %               | +/-  |
| ----------------------- | ------------------------------ | ----- | --------------- | ---- |
|                         | Força Portugal                 | 1 718 | 52,06 / 100,00  | 9,24 |
|                         | Partido Socialista             | 1 088 | 32,97 / 100,00  | 1,13 |
|                         | Bloco de Esquerda              | 85    | 2,58 / 100,00   | 1,92 |
|                         | Coligação Democrática Unitária | 69    | 2,09 / 100,00   | 0,20 |
|                         | Partido da Nova Democracia     | 35    | 1,06 / 100,00   | Novo |
|                         | Outros                         | 125   | 3,79 / 100,00   |      |
| Votos Inválidos         | Votos Inválidos                | 180   | 5,46 / 100,00   | 2,89 |
| Total                   | Total                          | 3 300 | 100,00 / 100,00 |      |
| Eleitorado/Participação | Eleitorado/Participação        | 8 741 | 37,75 / 100,00  | 2,74 |

### Penalva do Castelo
| Partido                 | Partido                        | Votos | %               | +/-  |
| ----------------------- | ------------------------------ | ----- | --------------- | ---- |
|                         | Força Portugal                 | 1 210 | 47,49 / 100,00  | 7,60 |
|                         | Partido Socialista             | 975   | 38,27 / 100,00  | 0,82 |
|                         | Coligação Democrática Unitária | 61    | 2,39 / 100,00   | 0,17 |
|                         | Bloco de Esquerda              | 49    | 1,92 / 100,00   | 1,61 |
|                         | Partido da Nova Democracia     | 29    | 1,14 / 100,00   | Novo |
|                         | Outros                         | 98    | 3,84 / 100,00   |      |
| Votos Inválidos         | Votos Inválidos                | 126   | 4,94 / 100,00   | 2,16 |
| Total                   | Total                          | 2 548 | 100,00 / 100,00 |      |
| Eleitorado/Participação | Eleitorado/Participação        | 8 424 | 30,25 / 100,00  | 4,22 |

### Penedono
| Partido                 | Partido                        | Votos | %               | +/-  |
| ----------------------- | ------------------------------ | ----- | --------------- | ---- |
|                         | Força Portugal                 | 509   | 45,41 / 100,00  | 4,20 |
|                         | Partido Socialista             | 447   | 39,88 / 100,00  | 0,22 |
|                         | Bloco de Esquerda              | 29    | 2,59 / 100,00   | 2,12 |
|                         | Coligação Democrática Unitária | 27    | 2,41 / 100,00   | 1,43 |
|                         | Partido da Nova Democracia     | 16    | 1,43 / 100,00   | Novo |
|                         | Outros                         | 45    | 4,01 / 100,00   |      |
| Votos Inválidos         | Votos Inválidos                | 48    | 4,28 / 100,00   | 1,15 |
| Total                   | Total                          | 1 121 | 100,00 / 100,00 |      |
| Eleitorado/Participação | Eleitorado/Participação        | 3 256 | 34,43 / 100,00  | 5,05 |

### Resende
| Partido                 | Partido                        | Votos  | %               | +/-  |
| ----------------------- | ------------------------------ | ------ | --------------- | ---- |
|                         | Partido Socialista             | 1 818  | 51,53 / 100,00  | 5,58 |
|                         | Força Portugal                 | 1 327  | 37,61 / 100,00  | 9,20 |
|                         | Coligação Democrática Unitária | 66     | 1,87 / 100,00   | 0,20 |
|                         | Bloco de Esquerda              | 46     | 1,30 / 100,00   | 0,60 |
|                         | Outros                         | 138    | 3,91 / 100,00   |      |
| Votos Inválidos         | Votos Inválidos                | 133    | 3,77 / 100,00   | 0,99 |
| Total                   | Total                          | 3 528  | 100,00 / 100,00 |      |
| Eleitorado/Participação | Eleitorado/Participação        | 11 363 | 31,05 / 100,00  | 4,82 |

### Santa Comba Dão
| Partido                 | Partido                        | Votos  | %               | +/-  |
| ----------------------- | ------------------------------ | ------ | --------------- | ---- |
|                         | Força Portugal                 | 1 740  | 44,78 / 100,00  | 6,40 |
|                         | Partido Socialista             | 1 599  | 41,15 / 100,00  | 1,39 |
|                         | Bloco de Esquerda              | 106    | 2,73 / 100,00   | 1,64 |
|                         | Coligação Democrática Unitária | 81     | 2,08 / 100,00   | 0,16 |
|                         | Outros                         | 130    | 3,34 / 100,00   |      |
| Votos Inválidos         | Votos Inválidos                | 230    | 5,92 / 100,00   | 1,82 |
| Total                   | Total                          | 3 886  | 100,00 / 100,00 |      |
| Eleitorado/Participação | Eleitorado/Participação        | 11 198 | 34,70 / 100,00  | 5,34 |

### São João da Pesqueira
| Partido                 | Partido                                         | Votos | %               | +/-  |
| ----------------------- | ----------------------------------------------- | ----- | --------------- | ---- |
|                         | Força Portugal                                  | 1 047 | 44,67 / 100,00  | 3,90 |
|                         | Partido Socialista                              | 970   | 41,38 / 100,00  | 1,30 |
|                         | Bloco de Esquerda                               | 66    | 2,82 / 100,00   | 2,25 |
|                         | Coligação Democrática Unitária                  | 64    | 2,73 / 100,00   | 0,08 |
|                         | Partido Comunista dos Trabalhadores Portugueses | 31    | 1,32 / 100,00   | 0,64 |
|                         | Partido da Nova Democracia                      | 29    | 1,24 / 100,00   | Novo |
|                         | Outros                                          | 71    | 3,03 / 100,00   |      |
| Votos Inválidos         | Votos Inválidos                                 | 66    | 2,81 / 100,00   | 0,08 |
| Total                   | Total                                           | 2 344 | 100,00 / 100,00 |      |
| Eleitorado/Participação | Eleitorado/Participação                         | 7 708 | 30,41 / 100,00  | 3,23 |

### São Pedro do Sul
| Partido                 | Partido                        | Votos  | %               | +/-  |
| ----------------------- | ------------------------------ | ------ | --------------- | ---- |
|                         | Partido Socialista             | 2 799  | 44,92 / 100,00  | 0,70 |
|                         | Força Portugal                 | 2 429  | 38,98 / 100,00  | 6,32 |
|                         | Coligação Democrática Unitária | 232    | 3,72 / 100,00   | 0,12 |
|                         | Bloco de Esquerda              | 183    | 2,94 / 100,00   | 1,93 |
|                         | Partido Humanista              | 68     | 1,09 / 100,00   | Novo |
|                         | Outros                         | 217    | 3,49 / 100,00   |      |
| Votos Inválidos         | Votos Inválidos                | 303    | 4,86 / 100,00   | 1,37 |
| Total                   | Total                          | 6 231  | 100,00 / 100,00 |      |
| Eleitorado/Participação | Eleitorado/Participação        | 16 838 | 37,01 / 100,00  | 4,38 |

### Sátão
| Partido                 | Partido                        | Votos  | %               | +/-   |
| ----------------------- | ------------------------------ | ------ | --------------- | ----- |
|                         | Força Portugal                 | 2 239  | 49,40 / 100,00  | 13,02 |
|                         | Partido Socialista             | 1 690  | 37,29 / 100,00  | 5,70  |
|                         | Bloco de Esquerda              | 97     | 2,14 / 100,00   | 1,75  |
|                         | Coligação Democrática Unitária | 71     | 1,57 / 100,00   | 0,70  |
|                         | Partido da Nova Democracia     | 51     | 1,13 / 100,00   | Novo  |
|                         | Outros                         | 154    | 3,39 / 100,00   |       |
| Votos Inválidos         | Votos Inválidos                | 230    | 5,08 / 100,00   | 2,21  |
| Total                   | Total                          | 4 532  | 100,00 / 100,00 |       |
| Eleitorado/Participação | Eleitorado/Participação        | 11 960 | 37,89 / 100,00  | 1,78  |

### Sernancelhe
| Partido                 | Partido                        | Votos | %               | +/-  |
| ----------------------- | ------------------------------ | ----- | --------------- | ---- |
|                         | Força Portugal                 | 1 225 | 53,28 / 100,00  | 7,51 |
|                         | Partido Socialista             | 809   | 35,19 / 100,00  | 2,12 |
|                         | Partido da Nova Democracia     | 53    | 2,31 / 100,00   | Novo |
|                         | Coligação Democrática Unitária | 28    | 1,22 / 100,00   | 0,32 |
|                         | Bloco de Esquerda              | 27    | 1,17 / 100,00   | 0,80 |
|                         | Outros                         | 79    | 3,45 / 100,00   |      |
| Votos Inválidos         | Votos Inválidos                | 78    | 3,40 / 100,00   | 0,96 |
| Total                   | Total                          | 2 299 | 100,00 / 100,00 |      |
| Eleitorado/Participação | Eleitorado/Participação        | 6 345 | 36,23 / 100,00  | 6,86 |

### Tabuaço
| Partido                 | Partido                        | Votos | %               | +/-     |
| ----------------------- | ------------------------------ | ----- | --------------- | ------- |
|                         | Força Portugal                 | 1 102 | 54,45 / 100,00  | 5,27    |
|                         | Partido Socialista             | 731   | 36,12 / 100,00  | 2,57    |
|                         | Bloco de Esquerda              | 35    | 1,73 / 100,00   | 1,37    |
|                         | Coligação Democrática Unitária | 31    | 1,53 / 100,00   | 0,01    |
|                         | Outros                         | 71    | 3,51 / 100,00   |         |
| Votos Inválidos         | Votos Inválidos                | 54    | 2,67 / 100,00   | Estável |
| Total                   | Total                          | 2 024 | 100,00 / 100,00 |         |
| Eleitorado/Participação | Eleitorado/Participação        | 6 276 | 32,25 / 100,00  | 5,67    |

### Tarouca
| Partido                 | Partido                        | Votos | %               | +/-  |
| ----------------------- | ------------------------------ | ----- | --------------- | ---- |
|                         | Força Portugal                 | 884   | 43,68 / 100,00  | 8,59 |
|                         | Partido Socialista             | 858   | 42,39 / 100,00  | 4,38 |
|                         | Coligação Democrática Unitária | 68    | 3,36 / 100,00   | 0,05 |
|                         | Partido da Nova Democracia     | 26    | 1,28 / 100,00   | Novo |
|                         | Bloco de Esquerda              | 24    | 1,19 / 100,00   | 0,58 |
|                         | Outros                         | 90    | 4,45 / 100,00   |      |
| Votos Inválidos         | Votos Inválidos                | 74    | 3,66 / 100,00   | 1,08 |
| Total                   | Total                          | 2 024 | 100,00 / 100,00 |      |
| Eleitorado/Participação | Eleitorado/Participação        | 7 330 | 27,61 / 100,00  | 4,66 |

### Tondela
| Partido                 | Partido                        | Votos  | %               | +/-  |
| ----------------------- | ------------------------------ | ------ | --------------- | ---- |
|                         | Força Portugal                 | 5 179  | 52,34 / 100,00  | 5,89 |
|                         | Partido Socialista             | 3 246  | 32,80 / 100,00  | 0,33 |
|                         | Coligação Democrática Unitária | 249    | 2,52 / 100,00   | 0,26 |
|                         | Bloco de Esquerda              | 247    | 2,50 / 100,00   | 1,72 |
|                         | Partido da Nova Democracia     | 101    | 1,02 / 100,00   | Novo |
|                         | Outros                         | 293    | 2,95 / 100,00   |      |
| Votos Inválidos         | Votos Inválidos                | 580    | 5,86 / 100,00   | 1,85 |
| Total                   | Total                          | 9 895  | 100,00 / 100,00 |      |
| Eleitorado/Participação | Eleitorado/Participação        | 28 260 | 35,01 / 100,00  | 3,96 |

### Vila Nova de Paiva
| Partido                 | Partido                        | Votos | %               | +/-  |
| ----------------------- | ------------------------------ | ----- | --------------- | ---- |
|                         | Força Portugal                 | 795   | 51,32 / 100,00  | 7,36 |
|                         | Partido Socialista             | 547   | 35,31 / 100,00  | 2,10 |
|                         | Bloco de Esquerda              | 41    | 2,65 / 100,00   | 1,93 |
|                         | Coligação Democrática Unitária | 29    | 1,87 / 100,00   | 0,18 |
|                         | Partido Humanista              | 19    | 1,23 / 100,00   | Novo |
|                         | Outros                         | 60    | 3,87 / 100,00   |      |
| Votos Inválidos         | Votos Inválidos                | 58    | 3,75 / 100,00   | 0,15 |
| Total                   | Total                          | 1 549 | 100,00 / 100,00 |      |
| Eleitorado/Participação | Eleitorado/Participação        | 5 548 | 27,92 / 100,00  | 7,82 |

### Viseu
| Partido                 | Partido                        | Votos  | %               | +/-  |
| ----------------------- | ------------------------------ | ------ | --------------- | ---- |
|                         | Força Portugal                 | 12 470 | 44,30 / 100,00  | 9,05 |
|                         | Partido Socialista             | 11 264 | 40,02 / 100,00  | 2,44 |
|                         | Bloco de Esquerda              | 1 287  | 4,57 / 100,00   | 2,89 |
|                         | Coligação Democrática Unitária | 722    | 2,57 / 100,00   | 0,08 |
|                         | Partido da Nova Democracia     | 298    | 1,06 / 100,00   | Novo |
|                         | Outros                         | 777    | 2,76 / 100,00   |      |
| Votos Inválidos         | Votos Inválidos                | 1 328  | 4,72 / 100,00   | 1,56 |
| Total                   | Total                          | 28 146 | 100,00 / 100,00 |      |
| Eleitorado/Participação | Eleitorado/Participação        | 80 769 | 34,85 / 100,00  | 3,80 |

### Vouzela
| Partido                 | Partido                        | Votos  | %               | +/-  |
| ----------------------- | ------------------------------ | ------ | --------------- | ---- |
|                         | Força Portugal                 | 1 575  | 44,13 / 100,00  | 8,44 |
|                         | Partido Socialista             | 1 491  | 41,78 / 100,00  | 4,30 |
|                         | Bloco de Esquerda              | 105    | 2,94 / 100,00   | 1,71 |
|                         | Coligação Democrática Unitária | 69     | 1,93 / 100,00   | 1,81 |
|                         | Outros                         | 143    | 4,01 / 100,00   |      |
| Votos Inválidos         | Votos Inválidos                | 186    | 5,21 / 100,00   | 2,09 |
| Total                   | Total                          | 3 569  | 100,00 / 100,00 |      |
| Eleitorado/Participação | Eleitorado/Participação        | 10 375 | 34,40 / 100,00  | 1,53 |